# یپه نیلسن
یپه نیلسن (به انگلیسی: Jeppe Nielsen) (زادهٔ ۷ مارس ۱۹۷۴) شناگر اهل دانمارک است.